# Pierre Assouline
Pierre Assouline (n. 17 aprilie 1953, Casablanca, Marocul francez) este un jurnalist, cronicar de radio, romancier și biograf francez, fost redactor-șef al revistei Lire, membru în comitetul de redacție al revistei L'Histoire și membru al Academiei Goncourt din 2012. Este originar dintr-o familie de evrei sefarzi. 
A scris biografii ale lui Marcel Dassault, Georges Simenon, Gaston Gallimard, Jean Jardin, Daniel-Henry Kahnweiler, Albert Londres sau Hergé. El este autorul a mai multe mii de articole și cronici radiofonice.

## Biografie
Pierre Assouline și-a petrecut perioada de început a copilăriei la Casablanca și apoi a venit în Franța, unde a urmat studiile secundare la cursurile Fidès și la liceul Janson-de-Sailly din Paris. A efectuat studii superioare la Universitatea din Nanterre și la Școala de limbi orientale, iar apoi a devenit jurnalist.
El a lucrat mai întâi pentru mai multe agenții de presă (Apei, Asa Press, Fotolib) înainte de a fi angajat la secțiile de relații externe ale publicațiilor Le Quotidien de Paris (1976-1978) și apoi  France-Soir (1979-1983), urmând cursuri la Centre de perfectionnement des journalistes și colaborând la revista L'Histoire (1979).
Începând din anii 1980 s-a apropiat de comunitatea literară, devenind consilier literar al editurii Balland (1984-1986) și scriind mai multe cărți despre istoria culturală recentă, începând cu o biografie a lui Gaston Gallimard (1984). S-a angajat ca redactor al revistei Lire în 1985 și a devenit șef de redacție în 1993.
A lucrat, de asemenea, în domeniul radiofonic, la France Inter (1986-1990), RTL (1990-1999), periodic la France Culture, a fost cronicar la Monde 2, critic la Le Nouvel Observateur și membru al comitetului de redacție al publicației lunare L'Histoire.
El este conferențiar la Institut d'études politiques de Paris, ținând cursul de citire/scriere în primul an și la școala de jurnalism a aceluiași institut.
A fost ales în Academia Goncourt în 11 ianuarie 2012 pentru a ocupa locul deținut anterior de Françoise Mallet-Joris, care demisionase.
Este un membru al „comitetului cultural” al casei de licitații Artcurial, al Cercle de l'interalliée și al clubului Le Siècle.
Prin activitatea sa de lobby către consilierii primăriei orașului Paris strada Sébastien-Bottin a primit numele de rue Gaston-Gallimard.

### Polemici
- În 24 octombrie 1996 Calixthe Beyala a obținut marele premiu pentru roman al Academiei Franceze pentru cartea Les Honneurs perdus, publicată în august 1996 de editura Albin Michel.[29] În revista literară Lire, Pierre Assouline a susținut că a identificat împrumuturi din cartea lui Ben Okri, La route de la faim.[necesită citare] După un studiu comparativ de text, editorii lui Ben Okri și Calixthe Beyala au respins acuzația lui Pierre Assouline printr-un comunicat de presă comun.[necesită citare] În fața insistenței lui Pierre Assouline, Calixthe Beyala i-a răspuns pe un ton ironic în Le Figaro într-un text intitulat „Moi Calixthe Beyala la plagiaire !”.[necesită citare] Numeroase personalități ale Academiei Franceze[cine?] au luat atitudine, acordând sprijin scriitoarei prin afirmația că „era vorba de o operă veche” și că „toată lumea a plagiat” de la Corneille la Stendhal.[29]

- Pierre Assouline a publicat mai multe articole în care a criticat enciclopedia Wikipedia.[30][31] În 2007, sub conducerea sa, studenții de la Institut d'études politiques de Paris s-au implicat în acte de vandalism ale articolelor enciclopediei cu scopul de a observa timpul necesar pentru corectarea lor,[32] acțiune care a fost mediatizată ulterior (vezi, de asemenea, La Révolution Wikipédia).

- În septembrie 2008, tribunalul corecțional din Paris l-a condamnat pentru defăimarea Maríei Kodama (văduva scriitorului argentinian Jorge Luis Borges)[33] prin afirmarea fără dovezi că mariajul ei nu ar fi fost „valid” și că testamentul scriitorului ar fi făcut obiectul unor „manipulări”.

### Blog
Blogul său, intitulat La République des livres, este centrat pe literatură, actualitate literară și critica de carte. Găzduit de lemonde.fr acest blog a fost pentru câteva luni una dintre cele mai vizualizate pagini Internet de actualitate literară în limba franceză.
Articolul din 9 ianuarie 2007 denunță, în urma unui articol al lui Daniel Garcia (blog Livres Hebdo) din 30 noiembrie, prezența în bibliografia paginii „Afacerea Dreyfus” de pe Wikipedia în limba franceză a unei cărți antidreyfusarde plasate din 14 iulie 2006, în partea de sus a listei.
Blogul La République des livres a părăsit platforma ziarului Le Monde pe 26 noiembrie 2012 pentru a fi găzduit pe propriul server, păstrând aceeași formulă și deschizându-se altor critici literari și traducători.

## Opera

### Prezentarea unor lucrări
- L'épuration des intellectuels (1996) prezintă procesul jurnaliștilor și scriitorilor francezi din anii 1940 (Robert Brasillach, Charles Maurras, Jean Hérold-Paquis, Georges Suarez, Henri Béraud, Jean Luchaire etc.) și analizează problematica responsabilității intelectualilor pentru consecințelor scrierile lor.[36]

- La Cliente (1998) prezintă un narator care se cufundă în studierea arhivelor Ocupației și colaborării. El descoperă din întâmplare o scrisoare în care era denunțată familia unuia dintre prietenii lui. El află, de asemenea, de existența a mii de scrisori anonime, în care francezii își denunță vecinul, un membru al familiei, un prieten, apropiații evrei.

- Double vie[37] (2002) tratează, printre altele, locul tehnologiei în societățile contemporane.

- Lutetia (2005) relatează o poveste de dragoste între un detectiv de la Lutetia și o prietenă din copilărie, realizând mai ales o istorie a Franței din 1938 până în 1945 prin intermediul prezentării istoriei Hotelului Lutetia, care a servit, pe parcursul întregii perioade a Ocupației, ca sediu al Abwehr-ului (serviciul secret al statului major german) și apoi, în perioada Eliberării, ca loc de primire al deportaților și repatriaților.[38]

- Le Portrait[39][40] (2007) relatează pornind de la portretul baronesei Betty de Rothschild, pictat de Ingres în 1848, povestea familiei Rothschild[41].

### Listă de lucrări publicate
Anul este cel al ediției originale. Prefețele și postfețele au fost neglijate.
Biografii
- Monsieur Dassault, Paris : Balland, 1983 ISBN: 2-7158-0406-7
- Gaston Gallimard : un demi-siècle d'édition française, Paris : Balland, 1984 ISBN: 2-7158-0486-5
- Une Éminence grise, Jean Jardin (1904-1976), Paris : Balland, 1986 ISBN: 2-7158-0607-8
- L’Homme de l'art : D.-H. Kahnweiler (1884-1979), Paris : Balland, 1988 ISBN: 2-7158-0677-9
- Albert Londres : vie et mort d'un grand reporter (1884-1932), Paris : Balland, 1989 ISBN: 2-7158-0726-0
- Simenon : biographie, Paris : Julliard, 1992 ISBN: 2-260-00994-8
- Hergé : biographie, Paris : Plon, 1996 ISBN: 2-259-18104-X
- Cartier-Bresson : l’Œil du siècle, Paris : Plon, 1999 ISBN: 2-259-18568-1
- Grâces lui soient rendues : Paul Durand-Ruel, le marchand des impressionnistes, Paris : Plon, 2002 ISBN: 2-259-19302-1
- Le Dernier des Camondo, Paris : Gallimard, 1997 ISBN: 2-07-074554-6
- Rosebud : éclats de biographies[42], Paris : Gallimard, 2006 ISBN: 2-07-073230-4

Istorie
- Lourdes, histoires d'eau, Paris : A. Moreau, 1980
- L’Épuration des intellectuels (1944-1945), Bruxelles : Complexe, 1985 ISBN: 2-87027-167-0
- Lutetia, Paris : Gallimard, 2005 ISBN: 2-07-077146-6
- Sigmaringen, Paris : Gallimard, 2014 ISBN: 2-07-013885-2

Reportaje
- Les Nouveaux Convertis : enquête sur des chrétiens, des juifs et des musulmans pas comme les autres, Paris : A. Michel, 1981
- De nos envoyés spéciaux : les coulisses du reportage, Paris : J.-C. Simoën, 1977 (en coll. avec Philippe Dampenon)
- Germinal : l'aventure d'un film, Paris : Fayard, 1993 ISBN: 2-213-03152-5

Interviuri
- Le Flâneur de la rive gauche : entretiens avec Antoine Blondin, Paris : F. Bourin, 1988 ISBN: 2-87686-022-8
- Singulièrement libre : entretiens avec Raoul Girardet, Paris : Perrin, 1990 ISBN: 2-262-00717-9

Ficțiune
- Le Fleuve Combelle, Paris : Calmann-Lévy, 1997 ISBN: 2-7021-2696-0
- La Cliente, Paris : Gallimard, 1998 ISBN: 2-07-075278-X
- Double vie, Paris : Gallimard, 2000 ISBN: 2-07-075498-7, prix des libraires
- État limite, Paris : Gallimard, 2003 ISBN: 2-07-076483-4
- Les Invités, Paris : Gallimard, 2009 ISBN: 978-2-07-078425-7
- Une question d’orgueil, Paris : Gallimard, 2012 ISBN: 978-2-07-013271-3
- Golem, Paris : Gallimard, 2016 ISBN: 978-2-07-014618-5
- Retour à Séfarad, Paris : Gallimard / NRF, 2018, roman

Diverse
- Desiree Dolron : exaltation, gaze, Xteriors, Paris : X. Barral, Institut néerlandais, 2006 (avec Mark Haworth-Booth) ISBN: 2-915173-15-X
- Le Portrait, Paris : Gallimard, 2007 ISBN: 978-2-07-077614-6
- Brèves de blog. Le nouvel âge de la conversation, Paris : Les Arènes, 2008 ISBN: 978-2-35204-068-2
- Autodictionnaire Simenon, Paris : Omnibus, 2009 ISBN: 978-2258080096
- Vies de Job, Paris : Gallimard, 2010 ISBN: 978-2-07-012539-5
- Autodictionnaire Proust, Paris : Omnibus, 2009
- Du côté de chez Drouant. Cent dix ans de vie littéraire chez les Goncourt, Paris : Gallimard, 2013 ISBN: 978-2-07-014304-7
- « Préface » au livre de Pierre Gourdain, Florence O’Kelly, Béatrice Roman-Amat, Delphine Soulas, Tassilo von Droste zu Hülshoff, La Révolution Wikipédia – Les encyclopédies vont-elles mourir ?, Mille et une nuits, 2007, 142 p.

## Premii literare
Biografia lui Albert Londres a fost distinsă cu premiul pentru eseu acordat de Academia Franceză (1989).
Cartea La Cliente (1998) a primit premiul WIZO și premiul Liste Goncourt : le choix polonais.
Roman Lutetia (éditions Gallimard) a obținut în 2005 prix Maison de la Presse. Acest roman l-a inspirat pe regizorul Frédéric Schoendoerffer în realizarea filmului Lutetia.
Pe 10 octombrie 2007 Pierre Assouline a obținut premiul limbii franceze, care a recompensat „opera unei personalități din lumea literară, artistică sau științifică, care a contribuit într-o măsură considerabilă, prin stilul cărților lui sau a acțiunilor lui, la ilustrarea calității și frumuseții limbii franceze”.
Les Vies de Job i-a adus prix Méditerranée în 2011, precum și prix Prince-Pierre-de-Monaco în 2011.